# Wettmannstätten
Wettmannstätten ist eine Marktgemeinde mit 1649 Einwohnern (Stand 1. Jänner 2025) im Bezirk Deutschlandsberg in der Steiermark.

## Geografie
Die Gemeinde Wettmannstätten liegt am Treffpunkt der Wieserbahn mit der Koralmbahn im weststeirischen Hügelland.

### Gemeindegliederung
Die Gemeinde besteht aus sechs Katastralgemeinden bzw. gleichnamigen Ortschaften (Fläche Stand 31. Dezember 2023, Einwohner Stand 1. Jänner 2025):
- Lassenberg (346,09 ha, 185 Einwohner)
- Schönaich (265,47 ha, 230 Einwohner)
- Weniggleinz (201,31 ha, 120 Einwohner)
- Wettmannstätten (336,77 ha, 612 Einwohner)
- Wohlsdorf (363,12 ha, 287 Einwohner)
- Zehndorf (276,47 ha, 215 Einwohner)

### Eingemeindungen
Am 1. Jänner 1968 wurden Lassenberg, Schönaich und Wohlsdorf sowie ein Teil der damaligen Gemeinde Michlgleinz (die Katastralgemeinde Weniggleinz) eingemeindet.
Die Gemeinden Wohlsdorf und Schönaich waren mit Wirkung ab 1931 durch die Trennung der früheren Gemeinde Wohlsdorf entstanden.
Diese Gemeinde ihrerseits war als Schönaich-Wohlsdorf erst 1920 aus der Trennung der Vorgängergemeinde Gussendorf hervorgegangen
und hatte 1922 ihren Namen in „Wohlsdorf“ geändert.
Von der steiermärkischen Gemeindestrukturreform, die bis 2015 die Zahl der Gemeinden im Bezirk Deutschlandsberg von 40 auf 15 verringerte, war die Gemeinde nicht betroffen.

### Nachbargemeinden
Zwei der fünf Nachbargemeinden liegen im Bezirk Leibnitz (LB).
| Stainz           | Preding                                     |                            |
|                  | Kompassrose, die auf Nachbargemeinden zeigt | St. Nikolai im Sausal (LB) |
| Groß St. Florian |                                             | St. Andrä-Höch (LB)        |

## Geschichte
Das Gebiet der Gemeinde Wettmannstätten im Laßnitztal gehört zu jenem Bereich, in dem eine dichte Besiedlung seit der Bronzezeit durch eine Reihe archäologischer Fundstellen belegt ist. Insgesamt sind die Flächen archäologischer Grabungen in diesem Teil des Laßnitztales gemeinsam über 40 ha groß.
Es wurden archäologische Funde von der Prähistorie bis in die Neuzeit gemacht.
Grabungen aus Anlass einer Verlegung der Adria-Wien Pipeline ergaben eine Reihe von Gruben mit prähistorischem Material bis zur Urnenfelderkultur.
Bei den Arbeiten am Ostportal des Koralmtunnels wurde im Ortsteil Wohlsdorf ein Brunnen mit einem hölzernen Brunnenkasten aus der mittleren Bronzezeit gefunden, der die dichte Besiedlung des Gebietes bereits 1600–1300 v. Chr. dokumentiert und als Sachquelle von internationaler Bedeutung eingeschätzt wurde.
Der Brunnen wurde nach seiner Entdeckung nicht ausgegraben, sondern zwecks weiterer wissenschaftlicher Untersuchung in einem 17 Tonnen schweren Block samt umgebendem Erdreich als Ganzes geborgen
und wissenschaftlich eingehend untersucht.
Ausgrabungen 2008 im Gebiet von Schönaich legten weitere Funde aus der Bronzezeit frei. Bei Zehndorf wurden auch Reste der römischen Straße im Laßnitztal gefunden.
In Wohlsdorf sind Funde aus der Bronzezeit und der römischen Kaiserzeit dokumentiert.
Weiterer Anlass für archäologische Funde waren die Arbeiten an den Erdöl- und Erdgaspipelines (AWP und TAG), die das Gemeindegebiet durchqueren.
Am Lassenberg befand sich vermutlich eine Siedlung aus der Latènezeit (5. bis 1. Jahrhundert v. Chr.), die bis in die römische Kaiserzeit Bedeutung hatte. Auf dem Lassenberger Vicus gab es annähernd kontinuierliche Münzfunde für das erste und zweite Jahrhundert unserer Zeitrechnung. Einzelfunde belegen diesen Zeitraum, wie beispielsweise ein Hiebmesser, eine Lanzenspitze und eine Schwertkette, alles aus Eisen. Ob es sich dabei um Grabbeigaben handelte, ist noch nicht belegt. Raubgrabungen erschweren zusätzlich die sichere Dokumentierung der Funde.
Der Ort war Teil der 1122 entstandenen Mark Steiermark, die 1180 als Herzogtum Steiermark von Bayern getrennt wurde. Ab 1192 wurde das Gebiet durch die Babenberger in Personalunion zwischen Österreich und der Steiermark regiert. Von 1282 bis 1918 stand das Gebiet unter der Herrschaft der Habsburger. Am 6. November 1918 kam Wettmannstätten als Teil der Steiermark zur Republik Deutsch-Österreich. Nach der Annexion Österreichs 1938 kam die Gemeinde zum Reichsgau Steiermark, 1945 bis 1955 war sie Teil der britischen Besatzungszone in Österreich.
Wettmannstätten ist seit 1921 Pfarre, vorher gehörte es zur Pfarre Groß St. Florian. Die Kirche von Wettmannstätten war 1712–1718 erbaut worden, sie wurde 1969 wegen nicht renovierbarer Schäden abgetragen. Teile ihrer Einrichtung wurden in die 1965–1967 errichtete neue Kirche zum Hl. Valentin übernommen.
An der Nordgrenze der Gemeinde bei Wohlsdorf liegt die Betriebsstelle Wohlsdorf der Stainzer Lokalbahn.
Im Gemeindeteil Zehndorf befindet sich eine 1959 errichtete Kapelle. Ihr Altar und seine Marienstatue waren seit 1736 im Schloss Schwarzenegg bei Wildon aufgestellt, sie befanden sich vorher im ehemaligen Schloss Herberstein. Im 18. Jahrhundert wurden in Schwarzenegg der Statue Heilkräfte zugeschrieben.

## Kultur und Sehenswürdigkeiten

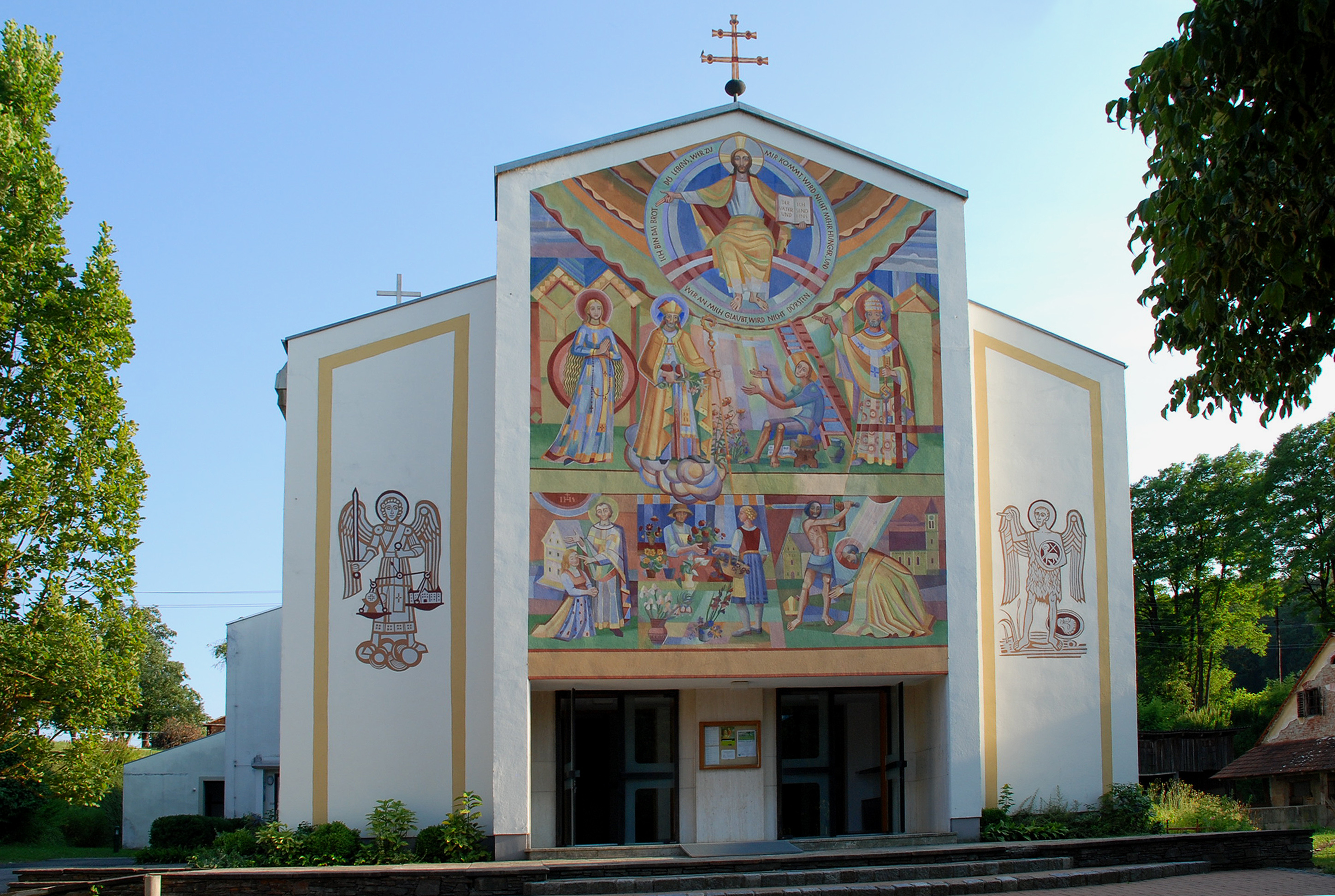
Pfarrkirche Wettmannstätten

- Katholische Pfarrkirche Wettmannstätten hl. Valentin
- Der Lauf des Saubaches und sein Uferstreifen in den Katastralgemeinden Wohlsdorf und Schönaich steht unter Naturschutz (Gebiet NSG-c103). Dieses Gebiet liegt südlich des Gleisdreiecks der Koralmbahn mit der Wieserbahn und der Trasse der L 601 Schröttenstraße. Es hat den Namen „Naturschutzgebiet Teil des Saubaches samt Uferstreifen“ und den Zweck, Bestände der Gelben Teichrose (Nuphar luteum) zu schützen.[25][26]
- Ein weiteres Naturschutzgebiet ist der „Totarmbereich des Gleinzbaches“ (NSG-c07). Das Gebiet liegt südwestlich der Waldschacher Teiche circa 170 m südlich der Kreuzung der L 303 Predinger Straße und der L 639 Wohlsdorfer Straße. Es handelt sich um den Bereich eines ehemaligen Altarmes des Gleinzbaches, der nach der Flussregulierung vom Gewässer getrennt wurde. Das Gebiet ist 0,84 ha groß und wurde am 25. März 1974 zum Naturschutzgebiet erklärt. Das Schutzgebiet ist durch Austrocknung und Überdüngung seiner Nachbargebiete gefährdet. Es hat den Zweck, einen Pflanzenbestand der Gelben Teichrose (Nuphar luteum) zu schützen. Dieser Bestand ist im Zurückgehen, Blätter dieser Pflanze wurden zuletzt nur mehr an einer Stelle gefunden.[27][28]

## Wirtschaft und Infrastruktur

### Wirtschaftssektoren
Die folgende Tabelle zeigt die Entwicklung der Anzahl der Betriebe und der Beschäftigten in den Wirtschaftssektoren:
| Wirtschaftssektor            | Anzahl Betriebe | Anzahl Betriebe | Anzahl Betriebe | Erwerbstätige | Erwerbstätige | Erwerbstätige |
| Wirtschaftssektor            | 2021            | 2011            | 2001            | 2021          | 2011          | 2001          |
| ---------------------------- | --------------- | --------------- | --------------- | ------------- | ------------- | ------------- |
| Land- und Forstwirtschaft 1) | 33              | 82              | 111             | 60            | 49            | 55            |
| Produktion                   | 30              | 23              | 14              | 221           | 229           | 203           |
| Dienstleistung               | 73              | 72              | 39              | 249           | 178           | 129           |

1) Betriebe mit Fläche in den Jahren 2010 und 1999, Arbeitsstätten im Jahr 2021

### Verkehr
Die Gemeinde liegt an der Landesstraße L 601, die im Laßnitztal verläuft und das Murtal mit dem Bezirk Deutschlandsberg verbindet. Autobuslinien der GKB verbinden für den Schülerverkehr die Gemeinde mit dem Umland. Eine Haltestelle der Bahnlinie Graz–Lieboch–Wies-Eibiswald der Graz–Köflacher Bahn (GKB) befindet sich nördlich von Wettmannstätten. Von dort verkehren an Werktagen stündlich, an Sonn- und Feiertagen alle zwei Stunden Züge nach Graz und Wies-Eibiswald. Die Gemeinde liegt weiters an der Trasse der in Bau befindlichen Koralmbahn. Für diese Bahnstrecke wurde in den Jahren 2008/09 der Lauf der Laßnitz über mehr als zwei Kilometer Flusslänge neu gestaltet sowie Hochwasserrückhaltebecken angelegt. Im Rahmen dieser Arbeiten wurde auch die Laßnitzbrücke zwischen Gussendorf und Lassenberg bei Wettmannstätten als 142 m lange und 14,5 m hohe Stahlbetonbrücke neu errichtet und am 29. August 2008 für den Verkehr freigegeben.

## Politik

### Gemeinderat
Der Gemeinderat hat 15 Mitglieder.
- Nach den Gemeinderatswahlen in der Steiermark 2000 hatte der Gemeinderat folgende Verteilung: 9 ÖVP, 5 SPÖ und 1 FPÖ.
- Nach den Gemeinderatswahlen in der Steiermark 2005 hatte der Gemeinderat folgende Verteilung: 9 ÖVP und 6 SPÖ.[34]
- Nach den Gemeinderatswahlen in der Steiermark 2010 hatte der Gemeinderat folgende Verteilung: 10 ÖVP und 5 SPÖ.[35]
- Nach den Gemeinderatswahlen in der Steiermark 2015 hatte der Gemeinderat folgende Verteilung: 11 ÖVP und 4 SPÖ.[36]
- Nach den Gemeinderatswahlen in der Steiermark 2020 hat der Gemeinderat folgende Verteilung: 12 ÖVP und 3 SPÖ.[37]

### Bürgermeister
- 1987–2016 Helmut Kriegl (ÖVP)[38]
- seit 26. Jänner 2016: Peter Neger (ÖVP)[39][40]

### Wappen
Seit 1. Jänner 1973 ist Wettmannstätten Marktgemeinde und erhielt aus diesem Anlass auch das Recht zur Führung eines Wappens.
Beschreibung des Wappens:
„In einem von Silber zu Grün schräglinks geteilten Schild vorn drei aus einem roten Herzen sprießende rote Rosen, hinten ein goldener, schräglinks gestellter Maiskolben.“
In den steirischen Landesfarben vereint, stellt das Wappen je ein Symbol für das Blumenwunder des Hl. Valentin als örtlichem Pfarrpatron und für den im Gemeindegebiet zur Verleihungszeit wichtigen Maisanbau gegenüber.

## Persönlichkeiten

### Ehrenbürger der Gemeinde
- 1979: Friedrich Niederl (1920–2012), Landeshauptmann
- 1985: Josef Krainer (1930–2016), Landeshauptmann
- 2016: Helmut Kriegl, Bürgermeister 1987–2015
- Johann Pall (1928–2023), Gemeinderat 1968–1975[42]

### Söhne und Töchter der Gemeinde
- Johann Haring (1867–1945), Theologe und Hochschullehrer

### Personen mit Bezug zur Gemeinde
- Georg Gimpl (1887–1947), Pfarrer und Politiker
- Walter Kröpfl (* 1951), Politiker der SPÖ

## Historische Landkarten

Wettmannstätten und seine Umgebung in den Landesaufnahmen der österreichisch-ungarischen Monarchie
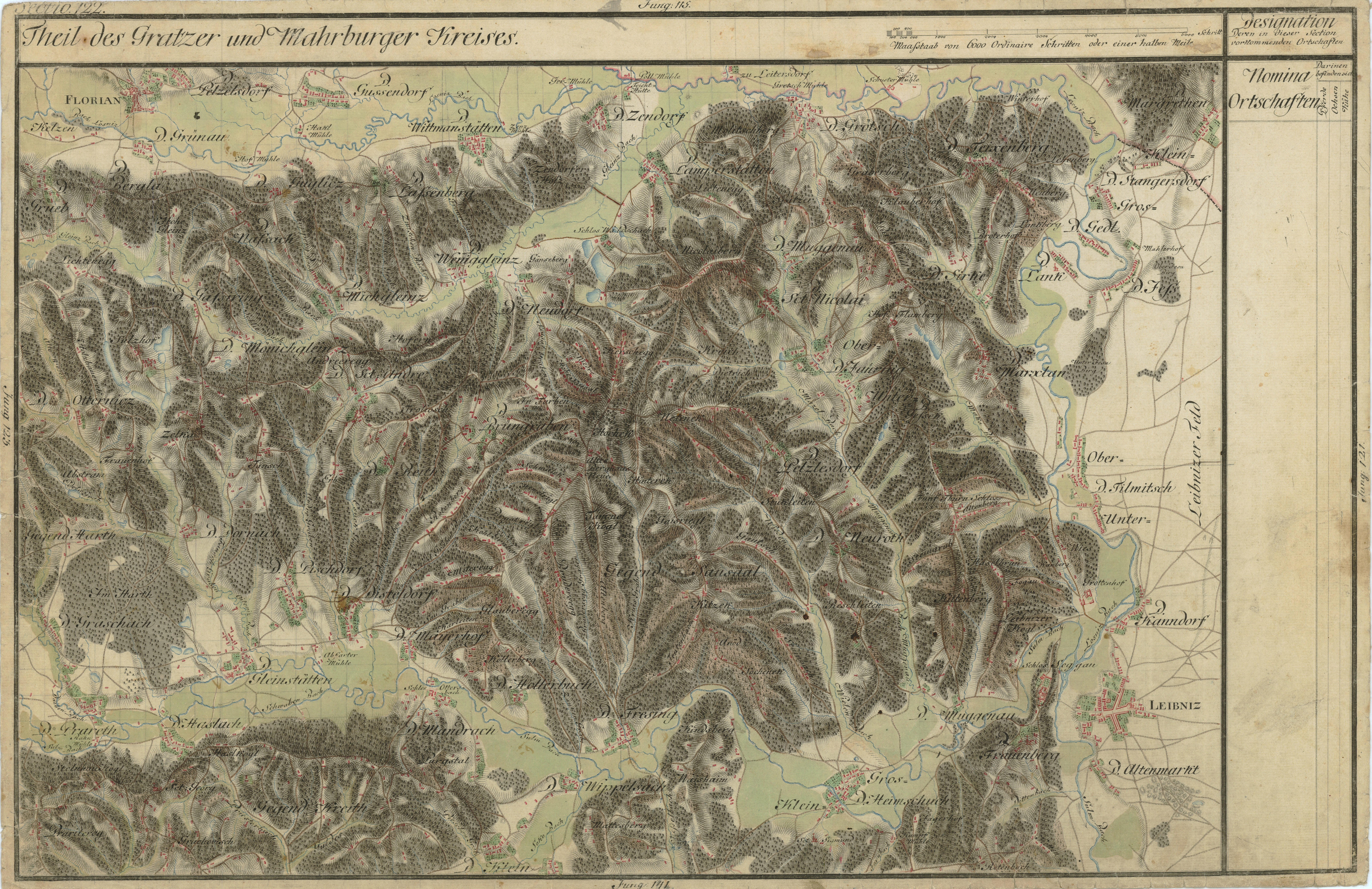
Wettmannstätten und seine südliche Umgebung: Gleinz, Sausal in der Josephinischen Landesaufnahme, ca. 1790
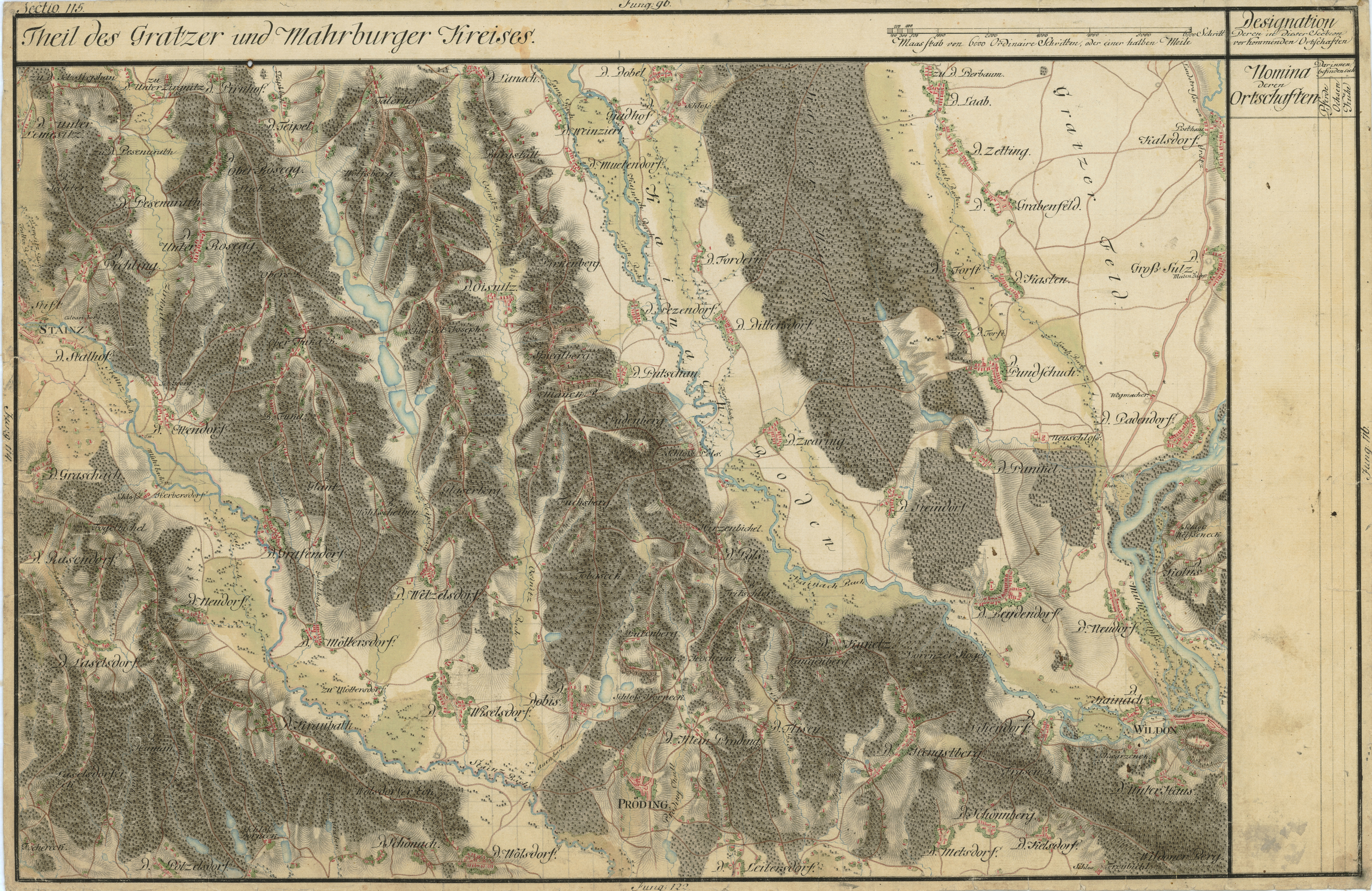
Der Norden von Wettmannstätten ca. 1790
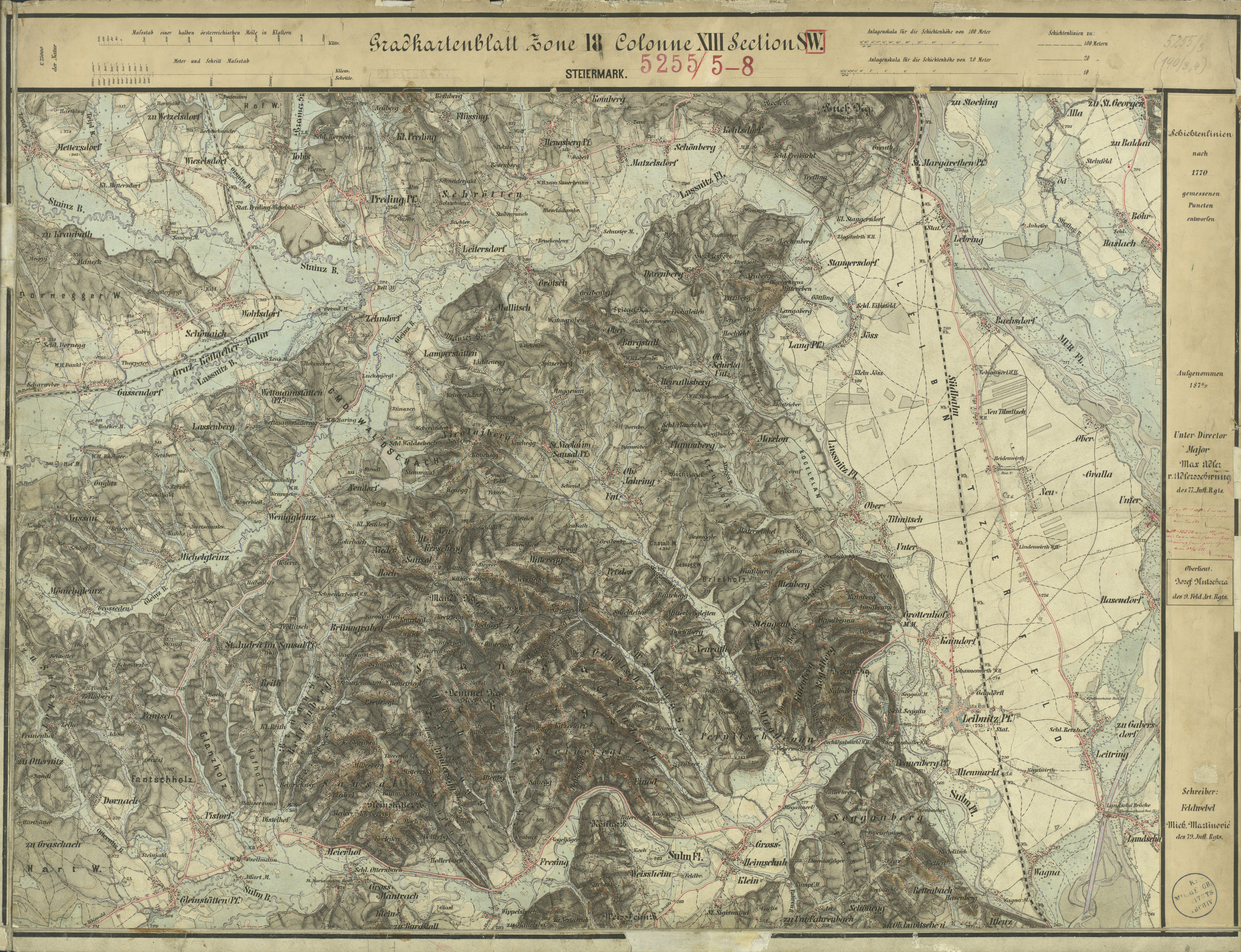
Wettmannstätten im Süden der Laßnitz, Aufnahmeblatt 1879
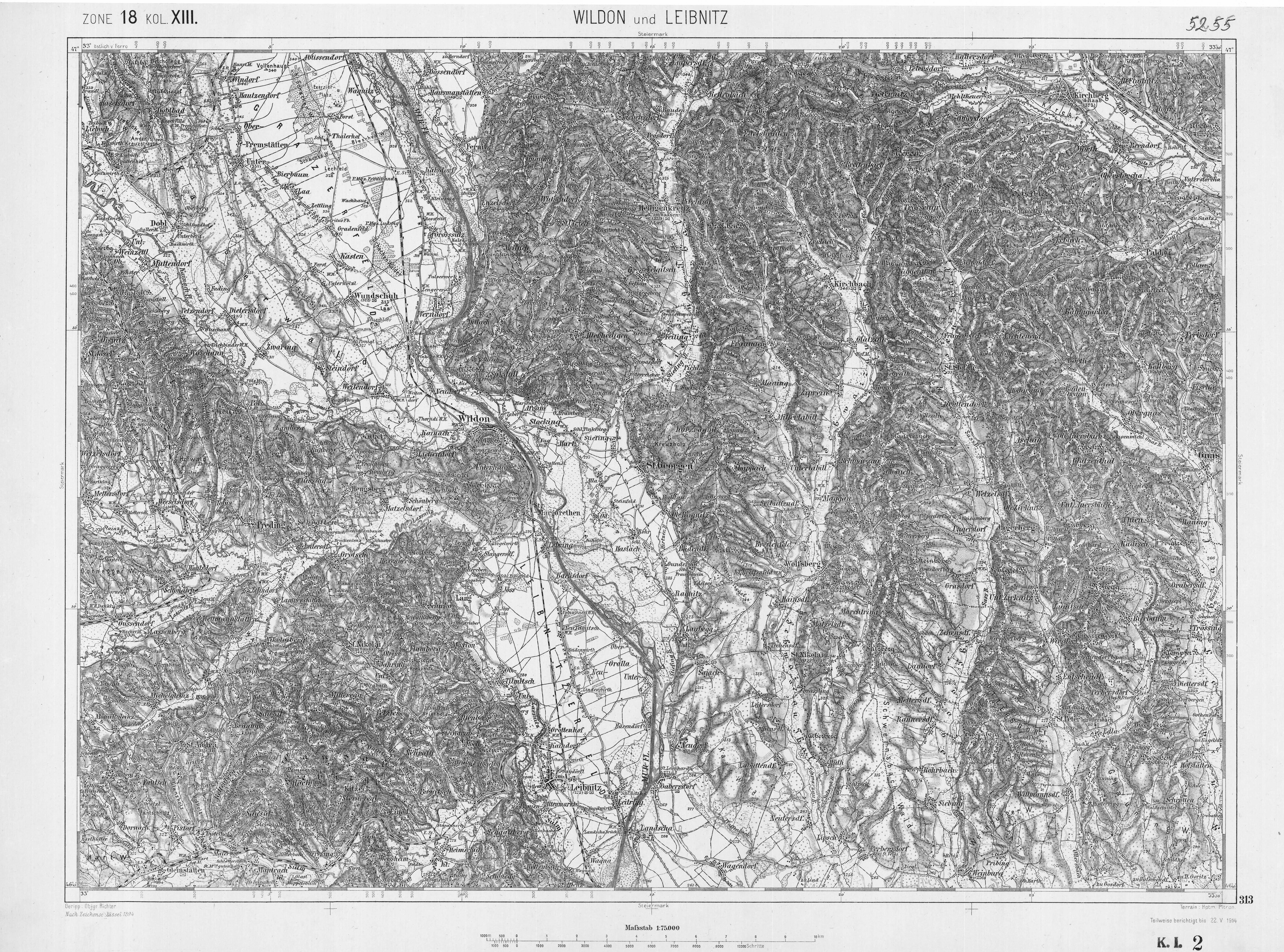
In der franzisco-josephinischen Landesaufnahme, ca. 1910